# Copa de la Reina de Fútbol 2018
La Copa de la Reina de Fútbol 2018 es la 36.ª edición del campeonato, el cual se disputa entre el 20 de mayo y 2 de junio de 2018. Los cuartos de final se disputan mediante el sistema de ida y vuelta, las semifinales en la localidad tarraconense de Reus y la final en el Estadio Romano de Mérida.

## Sistema de competición
Al igual que en la edición pasada, la Copa de la Reina tiene ocho participantes: los cuales son los ocho primeros equipos clasificados de la Primera División Femenina 2017-18. La competición se disputa por eliminatorias directas y a partido único (salvo los cuartos de final).

## Participantes
En esta edición participan los 8 primeros clasificados de la Primera División Femenina 2017-18, estos son los clasificados:
- Atlético de Madrid
- F. C. Barcelona
- Athletic Club
- U.D.G. Tenerife
- Valencia C. F.
- Real Betis Balompié
- Real Sociedad
- Levante U. D.

## Eliminatorias

### Cuadro final
|  | Cuartos de final      | Cuartos de final      | Cuartos de final      |       |                 | Semifinales | Semifinales |  |                         | Final      | Final      |  |
|  | 19-20 y 22-23 de mayo | 19-20 y 22-23 de mayo | 19-20 y 22-23 de mayo |       |                 | 27 de mayo  | 27 de mayo  |  |                         | 2 de junio | 2 de junio |  |
|  |                       |                       |                       |       |                 |             |             |  |                         |            |            |  |
|  |                       |                       |                       |       |                 |             |             |  |                         |            |            |  |
|  | Real Sociedad         | 1                     | 1                     |       |                 |             |             |  |                         |            |            |  |
|  | Real Sociedad         | 1                     | 1                     |       |                 |             |             |  |                         |            |            |  |
|  | Athletic Club         | 2                     | 2                     |       |                 |             |             |  |                         |            |            |  |
|  | Athletic Club         | 2                     | 2                     |       | Athletic Club   | 2 (3)       |             |  |                         |            |            |  |
|  |                       |                       |                       |       | Athletic Club   | 2 (3)       |             |  |                         |            |            |  |
|  |                       |                       | F. C. Barcelona (p.)  | 2 (4) |                 |             |             |  |                         |            |            |  |
|  | F. C. Barcelona       | 1                     | F. C. Barcelona (p.)  | 2 (4) | 1               |             |             |  |                         |            |            |  |
|  | F. C. Barcelona       | 1                     |                       |       |                 |             |             |  |                         |            |            |  |
|  | Levante U. D.         | 0                     | 0                     |       |                 |             |             |  |                         |            |            |  |
|  | Levante U. D.         | 0                     | 0                     |       |                 |             |             |  | F. C. Barcelona (t. s.) | 1          |            |  |
|  |                       |                       |                       |       |                 |             |             |  | F. C. Barcelona (t. s.) | 1          |            |  |
|  |                       |                       | Atlético de Madrid    | 0     |                 |             |             |  |                         |            |            |  |
|  | Real Betis Balompié   | 0                     | Atlético de Madrid    | 0     | 1               |             |             |  |                         |            |            |  |
|  | Real Betis Balompié   | 0                     |                       |       |                 |             |             |  |                         |            |            |  |
|  | U.D.G. Tenerife       | 1                     | 2                     |       |                 |             |             |  |                         |            |            |  |
|  | U.D.G. Tenerife       | 1                     | 2                     |       | U.D.G. Tenerife | 0           |             |  |                         |            |            |  |
|  |                       |                       |                       |       | U.D.G. Tenerife | 0           |             |  |                         |            |            |  |
|  |                       |                       | Atlético de Madrid    | 2     |                 |             |             |  |                         |            |            |  |
|  | Atlético de Madrid    | 2                     | Atlético de Madrid    | 2     | 2               |             |             |  |                         |            |            |  |
|  | Atlético de Madrid    | 2                     |                       |       |                 |             |             |  |                         |            |            |  |
|  | Valencia C. F.        | 1                     | 1                     |       |                 |             |             |  |                         |            |            |  |
|  | Valencia C. F.        | 1                     | 1                     |       |                 |             |             |  |                         |            |            |  |
|  |                       |                       |                       |       |                 |             |             |  |                         |            |            |  |

### Cuartos de final

#### Real Sociedad de Fútbol - Athletic Club
| 19 de mayo de 2018, 16:00 | Real Sociedad | 1:2 (0:2) | Athletic Club              | Instalaciones de Zubieta, Zubieta |                           |
|                           | Lareo 88'     | Reporte   | 18' Gimbert · 36' Egurrola | Árbitra: Contreras Patiño         | Árbitra: Contreras Patiño |

| 23 de mayo de 2018, 19:00 | Athletic Club  | 2:1 (1:1) (Global 4:2) | Real Sociedad | Instalaciones de Lezama, Lezama |                         |
|                           | Lucía 28', 90' | Reporte                | 31' Nahikari  | Árbitra: Sánchez Miguel         | Árbitra: Sánchez Miguel |

#### Fútbol Club Barcelona - Levante Unión Deportiva
| 20 de mayo de 2018, 16:00 | F. C. Barcelona | 1:0 (0:0) | Levante U. D. | Ciudad Deportiva Joan Gamper, San Juan Despí |                         |
|                           | Alexia 53'      | Reporte   |               | Árbitra: Villegas Navas                      | Árbitra: Villegas Navas |

| 23 de mayo de 2018, 17:00 | Levante U. D. | 0:1 (0:0) (Global 0:2) | F. C. Barcelona | Ciudad Deportiva de Buñol, Buñol |                          |
|                           |               | Reporte                | 82' Alexia      | Árbitra: Peláez Arnillas         | Árbitra: Peláez Arnillas |

#### Real Betis Balompié - Unión Deportiva Granadilla Tenerife
| 20 de mayo de 2018, 12:00 | Real Betis Balompié | 0:1 (0:0) | U. D. Granadilla Tenerife | Ciudad Deportiva Luis del Sol, Sevilla |                            |
|                           |                     | Reporte   | 79' Ana                   | Árbitra: Martínez Martínez             | Árbitra: Martínez Martínez |

| 23 de mayo de 2018, 22:00 | U.D.G. Tenerife           | 2:1 (1:0) (Global 3:1) | Real Betis Balompié | La Palmera, San Isidro   |                          |
|                           | Sara Tui 9' · Patri 90+3' | Reporte                | 62' Paula           | Árbitra: Cebollada López | Árbitra: Cebollada López |

#### Club Atlético de Madrid Femenino - Valencia Club de Fútbol Femenino
| 19 de mayo de 2018, 20:45 | Atlético de Madrid         | 2:1 (0:1) | Valencia Club de Fútbol | Cerro del Espino, Majadahonda |                          |
|                           | Corredera 57' · Amanda 63' | Reporte   | 37' Peiró               | Árbitra: Casal Fernández      | Árbitra: Casal Fernández |

| 22 de mayo de 2018, 21:00 | Valencia Club de Fútbol | 1:2 (0:1) (Global 2:4) | Atlético de Madrid       | Ciudad Deportiva de Paterna, Valencia |                         |
|                           | Szymanowski 90+5'       | Reporte                | 9' Amanda · 90+3' Falcón | Árbitra: Acevedo Dudley               | Árbitra: Acevedo Dudley |

### Semifinales
| 27 de mayo de 2018, 12:00 | U. D. Granadilla Tenerife | 0:2 (0:0) | Atlético de Madrid                | Camp Nou Municipal, Reus  |                           |
|                           |                           | Reporte   | 90' Ludmila da Silva · 90+3' Sosa | Árbitra: Martínez Madrona | Árbitra: Martínez Madrona |

| 27 de mayo de 2018, 16:00 | Athletic Club                                     | 2:2 (1:1, 0:1) (t. s.)(3:4 p.) | F. C. Barcelona                                                         | Camp Nou Municipal, Reus |                      |
|                           | - Eunate 82' - Lucía 95'                          | Reporte                        | - 36' Mariona - 94' Martens                                             | Árbitra: Frías Acedo     | Árbitra: Frías Acedo |
|                           |                                                   | Tiros desde el punto penal     |                                                                         |                          |                      |
|                           | V. Gimbert · Erika V. · G. Murua · Eunate · Lucía |                                | Andonova · Vicky Losada · Toni Duggan · Patri Guijarro · Andressa Alves |                          |                      |

### Final
| 13    | POR   | Sandra Paños      |      |
| 12    | DEF   | Patri Guijarro    |      |
| 5     | DEF   | Melanie Serrano   | 114' |
| 14    | DEF   | Mapi León         |      |
| 7     | DEF   | Gemma Gili        | 76'  |
| 11    | MED   | Alexia Putellas   | 71'  |
| 6     | MED   | Vicky Losada      |      |
| 20    | MED   | Élise Bussaglia   |      |
| 9     | DEL   | Mariona Caldentey |      |
| 22    | DEL   | Lieke Martens     |      |
| 16    | DEL   | Toni Duggan       | 63'  |
| D. T. | D. T. | Fran Sánchez      |      |

| 1     | POR   | Lola Gallardo    |      |
| 2     | DEF   | Kenti Robles     | 118' |
| 4     | DEF   | Andrea Pereira   |      |
| 11    | DEF   | Carmen Menayo    |      |
| 14    | DEF   | Marta Corredera  |      |
| 10    | MED   | Amanda Sampedro  |      |
| 6     | MED   | Aurélie Kaci     |      |
| 15    | MED   | Silvia Meseguer  |      |
| 7     | MED   | Ángela Sosa      |      |
| 8     | DEL   | Sonia Bermúdez   | 114' |
| 3     | DEL   | Ludmila da Silva | 99'  |
| D. T. | D. T. | Ángel Villacampa |      |

| 17 | DEL | Andressa Alves  | 63'  |
| 24 | MED | Aitana Bonmatí  | 71'  |
| 4  | DEF | Marta Unzué     | 76'  |
| 21 | DEL | Nataša Andonova | 114' |

| 21 | MED | Andrea Falcón   | 99'  |
| 9  | DEL | Esther González | 114' |
| 16 | DEF | Jucinara Soares | 118' |

| 120+2' | Mariona Caldentey | 1:0 |

| 83' | Andressa Alves |

| Principal  | Marta Huerta de Aza |
| Asistentes | Rocío Puente        |
|            | Sílvia Fernández    |
| Cuarto     | Melissa López       |

| 13    | POR   | Sandra Paños      |      |
| 12    | DEF   | Patri Guijarro    |      |
| 5     | DEF   | Melanie Serrano   | 114' |
| 14    | DEF   | Mapi León         |      |
| 7     | DEF   | Gemma Gili        | 76'  |
| 11    | MED   | Alexia Putellas   | 71'  |
| 6     | MED   | Vicky Losada      |      |
| 20    | MED   | Élise Bussaglia   |      |
| 9     | DEL   | Mariona Caldentey |      |
| 22    | DEL   | Lieke Martens     |      |
| 16    | DEL   | Toni Duggan       | 63'  |
| D. T. | D. T. | Fran Sánchez      |      |

| 1     | POR   | Lola Gallardo    |      |
| 2     | DEF   | Kenti Robles     | 118' |
| 4     | DEF   | Andrea Pereira   |      |
| 11    | DEF   | Carmen Menayo    |      |
| 14    | DEF   | Marta Corredera  |      |
| 10    | MED   | Amanda Sampedro  |      |
| 6     | MED   | Aurélie Kaci     |      |
| 15    | MED   | Silvia Meseguer  |      |
| 7     | MED   | Ángela Sosa      |      |
| 8     | DEL   | Sonia Bermúdez   | 114' |
| 3     | DEL   | Ludmila da Silva | 99'  |
| D. T. | D. T. | Ángel Villacampa |      |

| 17 | DEL | Andressa Alves  | 63'  |
| 24 | MED | Aitana Bonmatí  | 71'  |
| 4  | DEF | Marta Unzué     | 76'  |
| 21 | DEL | Nataša Andonova | 114' |

| 21 | MED | Andrea Falcón   | 99'  |
| 9  | DEL | Esther González | 114' |
| 16 | DEF | Jucinara Soares | 118' |

| 120+2' | Mariona Caldentey | 1:0 |

| 83' | Andressa Alves |

| Principal  | Marta Huerta de Aza |
| Asistentes | Rocío Puente        |
|            | Sílvia Fernández    |
| Cuarto     | Melissa López       |

| 13    | POR   | Sandra Paños      |      |
| 12    | DEF   | Patri Guijarro    |      |
| 5     | DEF   | Melanie Serrano   | 114' |
| 14    | DEF   | Mapi León         |      |
| 7     | DEF   | Gemma Gili        | 76'  |
| 11    | MED   | Alexia Putellas   | 71'  |
| 6     | MED   | Vicky Losada      |      |
| 20    | MED   | Élise Bussaglia   |      |
| 9     | DEL   | Mariona Caldentey |      |
| 22    | DEL   | Lieke Martens     |      |
| 16    | DEL   | Toni Duggan       | 63'  |
| D. T. | D. T. | Fran Sánchez      |      |

| 1     | POR   | Lola Gallardo    |      |
| 2     | DEF   | Kenti Robles     | 118' |
| 4     | DEF   | Andrea Pereira   |      |
| 11    | DEF   | Carmen Menayo    |      |
| 14    | DEF   | Marta Corredera  |      |
| 10    | MED   | Amanda Sampedro  |      |
| 6     | MED   | Aurélie Kaci     |      |
| 15    | MED   | Silvia Meseguer  |      |
| 7     | MED   | Ángela Sosa      |      |
| 8     | DEL   | Sonia Bermúdez   | 114' |
| 3     | DEL   | Ludmila da Silva | 99'  |
| D. T. | D. T. | Ángel Villacampa |      |

| 17 | DEL | Andressa Alves  | 63'  |
| 24 | MED | Aitana Bonmatí  | 71'  |
| 4  | DEF | Marta Unzué     | 76'  |
| 21 | DEL | Nataša Andonova | 114' |

| 21 | MED | Andrea Falcón   | 99'  |
| 9  | DEL | Esther González | 114' |
| 16 | DEF | Jucinara Soares | 118' |

| 120+2' | Mariona Caldentey | 1:0 |

| 83' | Andressa Alves |

| Principal  | Marta Huerta de Aza |
| Asistentes | Rocío Puente        |
|            | Sílvia Fernández    |
| Cuarto     | Melissa López       |

| 13    | POR   | Sandra Paños      |      |
| 12    | DEF   | Patri Guijarro    |      |
| 5     | DEF   | Melanie Serrano   | 114' |
| 14    | DEF   | Mapi León         |      |
| 7     | DEF   | Gemma Gili        | 76'  |
| 11    | MED   | Alexia Putellas   | 71'  |
| 6     | MED   | Vicky Losada      |      |
| 20    | MED   | Élise Bussaglia   |      |
| 9     | DEL   | Mariona Caldentey |      |
| 22    | DEL   | Lieke Martens     |      |
| 16    | DEL   | Toni Duggan       | 63'  |
| D. T. | D. T. | Fran Sánchez      |      |

| 1     | POR   | Lola Gallardo    |      |
| 2     | DEF   | Kenti Robles     | 118' |
| 4     | DEF   | Andrea Pereira   |      |
| 11    | DEF   | Carmen Menayo    |      |
| 14    | DEF   | Marta Corredera  |      |
| 10    | MED   | Amanda Sampedro  |      |
| 6     | MED   | Aurélie Kaci     |      |
| 15    | MED   | Silvia Meseguer  |      |
| 7     | MED   | Ángela Sosa      |      |
| 8     | DEL   | Sonia Bermúdez   | 114' |
| 3     | DEL   | Ludmila da Silva | 99'  |
| D. T. | D. T. | Ángel Villacampa |      |

| 17 | DEL | Andressa Alves  | 63'  |
| 24 | MED | Aitana Bonmatí  | 71'  |
| 4  | DEF | Marta Unzué     | 76'  |
| 21 | DEL | Nataša Andonova | 114' |

| 21 | MED | Andrea Falcón   | 99'  |
| 9  | DEL | Esther González | 114' |
| 16 | DEF | Jucinara Soares | 118' |

| 120+2' | Mariona Caldentey | 1:0 |

| 83' | Andressa Alves |

| Principal  | Marta Huerta de Aza |
| Asistentes | Rocío Puente        |
|            | Sílvia Fernández    |
| Cuarto     | Melissa López       |

| Bandera de Cataluña                |
| Campeón F. C. Barcelona 6.º título |

### Máximas goleadoras
| Pos. | Jugadora          | Club               | Goles |
| ---- | ----------------- | ------------------ | ----- |
| 1.ª  | Lucía García      | Athletic Club      | 3     |
| 2.ª  | Mariona Caldentey | F. C. Barcelona    | 2     |
|      | Alexia Putellas   | F. C. Barcelona    | 2     |
|      | Amanda Sampedro   | Atlético de Madrid | 2     |

| Predecesor: Copa de la Reina 2017 | Copa de la Reina de Fútbol 2018 | Sucesor: Copa de la Reina 2018-19 |